# Rectoria (Ripoll)
La Rectoria és una rectoria de Ripoll protegida com a Bé Cultural d'Interès Local.

## Descripció
Es tracta d'un edifici obra d'Antoni Coll Fort, data de l'any 1901. L'edifici consta de planta quadrada i situat aïlladament sobre la parcel·la, tracta per igual totes les façanes de l'edifici i té en compte criteris d'orientació impossibles d'emprar en les tipologies utilitzades habitualment fins ara. L'ús del rajol i la maçoneria basta sense recórrer als llenguatges del repertori formal, fan que l'autor obtingui un resultat discret però correcte.